# Chrtníč
Chrtníč är en ort i Tjeckien.   Den ligger i regionen Vysočina, i den centrala delen av landet, 80 km öster om huvudstaden Prag. Chrtníč ligger 468 meter över havet och antalet invånare är 150.
Terrängen runt Chrtníč är lite kuperad, och sluttar norrut. Runt Chrtníč är det ganska glesbefolkat, med 36 invånare per kvadratkilometer. Närmaste större samhälle är Čáslav, 16,4 km norr om Chrtníč. I omgivningarna runt Chrtníč växer i huvudsak blandskog.